# Area archeologica di Santa Venera al Pozzo
L'area archeologica di Santa Venera al Pozzo è un sito archeologico nel comune di Aci Catena, nella Città metropolitana di Catania, in Italia.
Sul sito affiora una sorgente d'acqua sulfurea, originaria dal vulcano Etna e sfruttata dalle moderne terme di Acireale: si tratta di insediamenti romani, soprattutto terme. Secondo la tradizione sul luogo fu decapitata santa Venera durante le persecuzioni romane contro i cristiani: la sua testa fu gettata dai soldati romani nel pozzo delle acque termali, ritenuto miracolo nel Medioevo. Nella zona fu eretta nel 1300 una chiesa con una statua lignea della santa, con una vasca marmorea, probabilmente di reimpiego dallo stesso sito archeologico.

## Terme
Furono i Greci a trovare una sorgente a bolla di acqua benefica e vi costruirono dei locali probabilmente a scopo termale.
Una volta giunti i Romani tali edifici furono abbattuti e sulla loro base furono erette delle strutture termali di cui oggi sono rimasti i ruderi risalenti ad un periodo posteriore al I secolo. Come era antica consuetudine le terme erano costituite da diversi ambienti tra di loro collegati: una prima stanza, della quale non si sa se fosse coperta o meno, costituiva un luogo di incontro dove si parlava, giocava, commerciava; questa era seguita da una seconda, adibita a spogliatoio, dalla quale si poteva passare o al Frigidarium (per un bagno freddo) o al Tepidarium il quale, a sua volta, comunicava con il Calidarium. Il Tepidarium e il Calidarium conservano ancora oggi la caratteristica volta a botte, riscontrabile anche negli edifici termali di Ercolano e Pompei.
I due locali presentavano un doppio pavimento e di quello superiore non è stata trovata alcuna traccia perché era presumibilmente in legno. Tale pavimento era sorretto da colonnine di mattone, suspensurae che sono state rinvenute su quello inferiore e, il fatto che ci sia stato un doppio pavimento, è dimostrato anche dal livello della soglia nei due ambienti.
Il doppio pavimento e il sistema delle suspensurae (ingegnosa trovata di Sergio Orata, un commerciante di ostriche del I secolo originario di Baia, (località termale) consentiva un'efficiente circolazione dell'aria calda (prodotta da cataste di legna che gli schiavi dall'alba iniziavano a bruciare) attraverso le scanalature.
L'aria calda saliva lungo una conduttura a forma di arco e riscaldava anche il Calidarium le cui pareti laterali, per evitare di disperdere il calore, presentavano una bordura in battuto di coccio che sigillava ermeticamente l'ambiente. In questa stanza vi era, inoltre, una vasca per il bagno caldo e una fonte per le abluzioni. Sia il Tepidarium che il Calidarium presentano, come già detto sopra, un soffitto con volta a botte (ancora oggi ben conservato) sulla cui superficie sono distribuite una serie di fori, sfiatatoi dai quali usciva il vapore in eccesso.
Nell'area archeologica sono ancora visibili i segni di un tempietto, forse dedicato al culto della dea della bellezza Venere; accanto, invece, i resti di un semplicissimo mosaico e di una grande vasca con la base in battuto di coccio, presumibilmente usata come piscina o per l'allevamento di pesci.

## Altri scavi

### L'abitato
All'estremità orientale del fondo, 160 metri più a nord delle Terme, lo scavo archeologico  ha portato all'individuazione di un edificio di cui sono stati esplorati finora 37 ambienti, di dimensioni variabili tra i 9 e i 32 m², per un'estensione di un m² 1700. Sono stati messi in luce. Legati tra loro, i muri perimetrali del lato orientale ed occidentale, per metri 25, e dei lati settentrionale e meridionale esplorati per metri 32.
Dei 37 ambienti individuati, in alcuni casi comunicanti tra di loro, un grande vano centrale sembrerebbe avere svolto la funzione di corte interna a cielo aperto.
Dall'esame delle tecniche costruttive  impiegate si ricava la presenza di preesistenti fabbricati, che dovrebbero essere abbandonati o distrutti intorno al 280 a.C., le cui strutture furono parzialmente riusate. I muri, costruiti in pietrame irregolare a secco, in alcuni casi fungono da fondazione agli spiccati di una costruzione realizzata in epoca successiva in muratura ordinaria di pietrame naturale legato da malta di calce.
Di particolare interesse è il vano A il cui lato nord si imposta direttamente su un muro a secco che insieme ad altri tre, costruiti con la stessa tecnica e tra loro legati, costituisce la parte più consistente finora rinvenuta della fase più antica. Lacerti di muri della stessa fase rimasero seppelliti, all'interno di quasi tutti gli ambienti dell'edificio 1, in strati di terra che hanno restituito, oltre  a frammenti di età greca arcaica, vasellame a vernice nera ed acromo databile al primo ventennio.
Allo stato attuale della ricerca archeologica si può affermare che l'edificio 1, costruito dopo il 280 a.C., era probabilmente in stato di abbandono quando su di esso, all'inizio del IV secolo d.C., si impiantò un'officina per la produzione di laterizi. All'esterno del muro perimetrale est i resti di una colonna in muratura, con il plinto in pietra lavica e fusto in mattoni anulari, e numerosi frammenti di tegole, sia piane con listelli sia coppi, lasciano pensare la presenza di un portico aperto verso il terreno retrostante forse destinato ad orto. Il rinvenimento di frammenti di ceramica a vernice rossa di produzione italica ed africana nella sua trincea di fondazione e l'esame della tecnica edilizia utilizzata fanno datare la costruzione del pozzo ala fine del I secolo.

### Lo stabilimento industriale
All'interno dell'edificio 1, già in stato di abbandono, nella prima metà del IV secolo fu impiantata un'officina per la produzione di vasellame d'uso comune, di anfore e di laterizi, della quale rimangono ben conservate tre fornaci circolari del tipo verticale. Alcune vasche per contenere l'argilla, condutture e piani per la lavorazione del vasellame e dei laterizi. L'approvvigionamento dell'acqua era garantito dal pozzo esistente a nord dell'Edificio 1.
Della fornace più grande si conserva la camera di combustione con i sostegni del piano di posta del carico da cuocere, costituiti da muretti radiali.
Interessante il rinvenimento, alla loro base, di attrezzi di ferro probabilmente caduti attraverso i fori del sovrastante piano di cottura.
La camera di combustione e il prefurnio erano interrati rispetto al piano di calpestio esterno, così da rendere la struttura stabile e resistente alle ripetute escursioni termiche alle quali era sottoposta e da attenuare le dispersioni di calore. Inoltre l'ingresso della camera di cottura della stessa quota del piano esterno facilitava il carico e lo scarico dei materiali a cuocere.
Delle altre 2 fornaci, più piccole, si conservano le camere da combustione, costruite una con grandi frammenti di tegole piane con listelli, sovrapposte le une alle altre e l'altra in mattoni. Per tutte le fornaci la forma circolare fu certamente adottata a fine di garantire un migliore tiraggio, utile al raggiungimento di una temperatura omogenea all'interno della camere di cottura, ed il loro orientamento scelto in modo da sfruttare al meglio le correnti del vento.
Le dimensioni della fornace grande, la quantità di laterizi rinvenuta all'interno del vano di  combustione e nel vano di servizio del prefurium ed il ritrovamento di materiali malcotti, ipercotti e di scorie vetrificate, inducono a presupporre la destinazione alla produzione di questo materiale.

### Le monete
Le monete rinvenute all'interno dell'area archeologica di Santa Venera al Pozzo sono ordinate cronologicamente dalle più antiche di età greca classica ed ellenistica, relativa alle zecche di Messana e Siracusa, a quelle di età tardo romana dello stabilimento industriale.
Spicca tra tutte, per il suo  stato  di conservazione, un bel oricalco di Marco Aurelio. Seguono alcune monete di età bizantina, medievale e moderna recuperate negli strati superficiali, ampiamente manomessi dai lavori agricoli che si effettuavano nel fondo, sia nell'area immediatamente circostante l'Antiquarium sia negli ampi terrazzamenti dei settori settentrionale e meridionale.

## Il parco archeologico
Nel 2000 la Regione siciliana istituisce i parchi archeologici e tra questi vi è il parco archeologico e paesaggistico della Valle dell'Aci che comprende parte dei territori dei Comuni di Aci Castello, Aci Catena, Acireale, Aci Sant'Antonio e Valverde ed ha il suo centro tra le terme di Santa Venera al Pozzo ad Aci San Filippo, Capo Mulini e Aci Trezza. Nel 2013, dopo una breve ma intensa stagione di progetti ed eventi realizzati sotto la direzione dell'architetto Carmelo Distefano il parco viene soppresso su indicazione dell'allora sovrintendente di Catania Vera Greco nonostante rappresentanti del mondo politico, della cultura e dell'associazionismo ne chiedevano il mantenimento avviando anche una raccolta firme. Nel 2014 l'assessore regionale ai Beni culturali e ambientali e dell'identità siciliana Mariarita Sgarlata, per la sua importanza strategica, lo reinserisce nel sistema dei parchi archeologici siciliani. Nel 2019 il Presidente della Regione siciliana Nello Musumeci firma il decreto d'istituzione con la nuova denominazione di Parco archeologico e paesaggistico di Catania e della Valle dell’Aci portando a compimento il progetto di Sebastiano Tusa. 